# Changtu (häradshuvudort i Kina)
Changtu (kinesiska: 昌图, 昌图县) är en häradshuvudort i Kina. Den ligger i provinsen Liaoning, i den nordöstra delen av landet, omkring 120 kilometer nordost om provinshuvudstaden Shenyang. Antalet invånare är 847 924. Befolkningen består av 420 066 kvinnor och 427 858 män. Barn under 15 år utgör 14,0 %, vuxna 15-64 år 75 %, och äldre över 65 år 9,0 %.
Runt Changtu är det ganska tätbefolkat, med 155 invånare per kvadratkilometer. Changtu är det största samhället i trakten. Trakten runt Changtu består till största delen av jordbruksmark.
Genomsnittlig årsnederbörd är 1 061 millimeter. Den regnigaste månaden är augusti, med i genomsnitt 233 mm nederbörd, och den torraste är januari, med 10 mm nederbörd.